# Кімберлітове поле Березових гір
Кімберлітове поле Березових гір — скупчення кімберлітових вулканічних трубок або діатрем у північно-центральній частині Альберти, Канада, які утворилися під час періоду кімберлітового вулканізму в пізній крейді .  Станом на 2011 рік в межах поля було виявлено 8 діатрем, а алмази та мікроалмази були знайдені під час програм відбору проб. 

## Розташування та геологічне положення
Кімберлітове поле Березових гір (БГ) було відкрито в 1998 році і розташоване приблизно за 430 км на північ від Едмонтона та 135 км на північний захід від форту МакМеррей. Це частина кімберлітової провінції Північної Альберти разом з кімберлітовим полем Баффало-Гед-Гіллз і кластером Маунтейн-Лейк.
Діатреми БГ містяться в морських сланцях і мулистих сланцях пізньої крейди групи Смокі або Ла-Біш, і вважається, що вони були вивержені у відкритому морському до прибережно морському середовищі в Західному внутрішньому морському шляху. Неконсолідовані четвертинні відкладення, потужність яких досягає 150 м, зараз покривають корінні породи в цьому районі, тому діатреми встановлені в основному за допомогою аеромагнітних досліджень з подальшим бурінням. 

## Вік
Згідно з радіометричним датуванням, вік діатрем БГ становить приблизно 70-78 мільйонів років, що відповідає  кампанській до маастрихтської епохи пізньої крейди. Мікрофосилії зі сланців, прошарованих кімберлітом на деяких діатремах, узгоджуються з пізнім крейдовим віком (пізній альб до маастрихту). 

## Літологія та мінералогія
Вулканічні породи родовища БГ складаються переважно з пірокластичного кімберліту кратерної фації та перевідкладеного кімберліту. Вони включають масивні шари, а також пластові та градуйовані шари грубих лапілів, які чергуються з шарами більш тонкого туфу. Лапілі та фенокристи олівіну розташовані в сіро-зеленій матриці серпентину, карбонатів  (кальцит, доломіт і магнезит) і глинистих мінералів. Також присутні флогопіт, оксиди (ільменіт, перовскіт і шпінель), апатит і пірит . Алмази та мікроалмази були знайдені у зразках трубок Фенікс та Легенда. 

## Список діатрем
Діатреми в межах поля включають:
- Фенікс-пайп
- Драгон-пайн
- трубка Ксена
- трубка Легенда
- Валькірія-пайп
- Кенду-пайт
- Рок-пайп
- трубка Пегаса

## Дивіться також
- Вулканізм Канади
- Вулканізм Західної Канади
- Список вулканів Канади